# 子日 (初春型駆逐艦)
子日（ねのひ）は、日本海軍の初春型駆逐艦2番艦である。日本海軍の艦船名としては1905年（明治38年）竣工の神風型駆逐艦 (初代)子日に続いて2隻目。 1933年（昭和8年）9月に竣工した。戦闘詳報など公式記録で「子の日」「子ノ日」の表記もある。1942年(昭和17年）7月、アリューシャン列島で潜水艦の攻撃を受け沈没した。

## 艦歴

### 建造～太平洋戦争開戦まで
浦賀船渠で仮称第60号駆逐艦として1931年（昭和6年）12月15日に起工した。1932年（昭和7年）8月1日、艦艇類別等級表に初春型駆逐艦が新設され、3隻に初春、子日、若葉の艦名が与えられた。12月22日に進水。竣工前の1933年（昭和8年）9月、公試運転中の旋回性能試験で復原性能が著しく低いことが判明した。このため初春と同じ9月30日に竣工したが、すぐにバルジを増設する工事が行われた。初春と子日は11月15日に第21駆逐隊を編制した。
しかし1934年（昭和9年）3月に友鶴事件が発生し、再び呉海軍工廠で大規模な改修工事に入った。初春と共に2番砲塔を後部に移すなど上部構造を含む大幅な変更を行い、外観も大きく変わった。建造中に同様の改装を行った4番艦初霜が9月27日、3番艦若葉が10月31日に竣工し、ようやく第21駆逐隊に同型4隻がそろった。11月15日、第21駆逐隊は第一艦隊・第一水雷戦隊に編入した。1935年（昭和10年）9月に第四艦隊事件が発生して船体強度の見直しが図られた結果、子日は佐世保工廠で三度目の大規模な工事を行い、最終的に最大速力が33ノットまで低下した。
1939年（昭和14年）11月15日、第21駆逐隊は第二遣支艦隊第15戦隊に編入され、中国南部で活動した。1940年（昭和15年）7月、 ハノイに入港し仏印監視団の西原機関の無線局となった。さらにハイフォンに移動し9月までその役割を担った。11月15日、千本木十三四少佐が艦長に就任した。

### 太平洋戦争緒戦

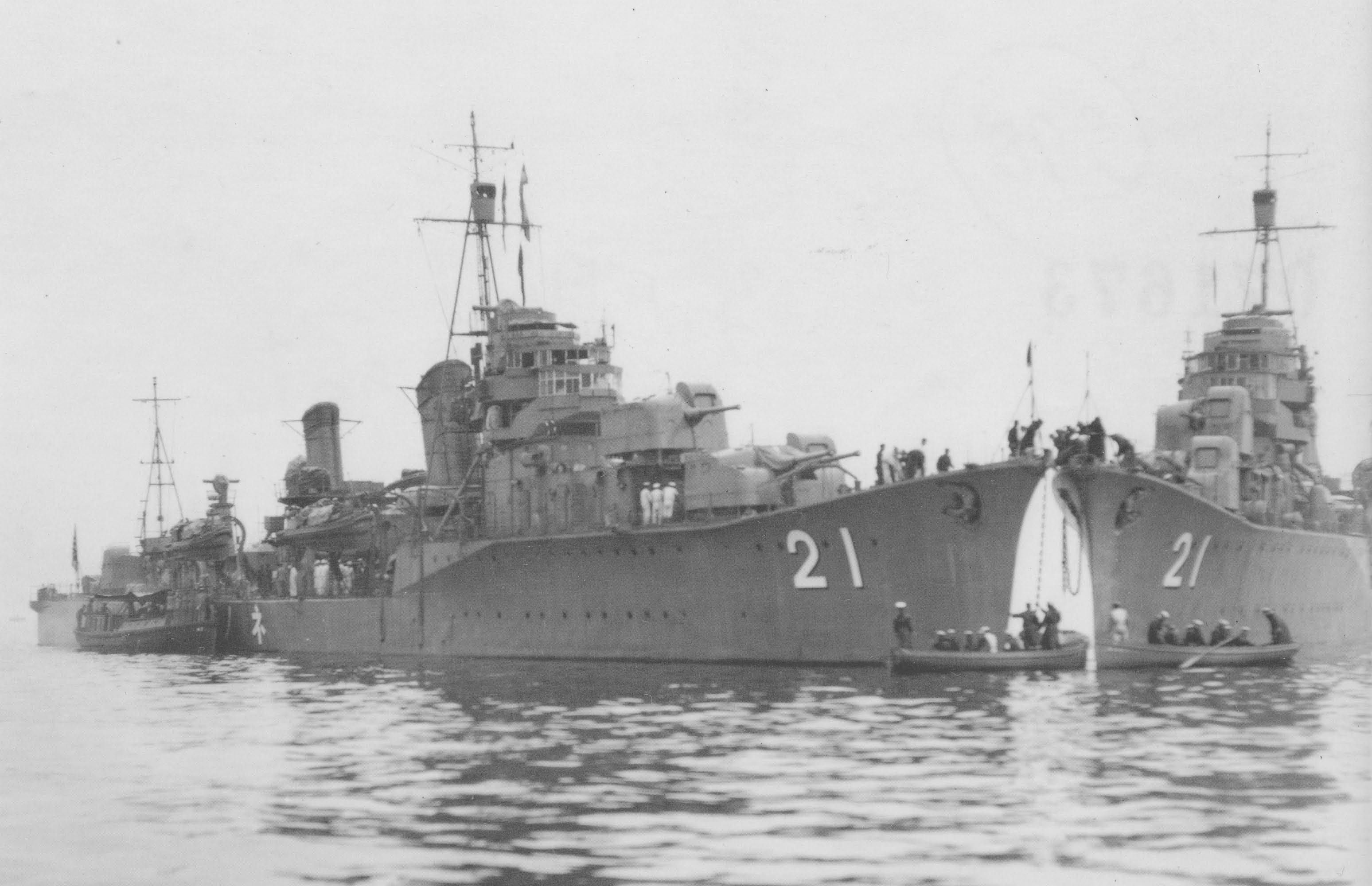
大改装前の子日と初春

太平洋戦争開戦時、第21駆逐隊は第一艦隊と共に内海西部で待機した。12月21日に小笠原諸島南西海面へ進出、真珠湾攻撃から帰投中の第一航空艦隊などを出迎えた。1942年（昭和17年）1月、第21駆逐隊は輸送船団を護衛しダバオに入港した。1月25日、第21駆逐隊がスラウェシ島ケンダリを攻略した第一根拠地部隊（久保九次少将）に増援として合流した際、初春が軽巡洋艦長良と衝突して大破した。子日は若葉と共に初春を護衛してダバオに戻った。
子日と初霜、若葉、長良は2月19日のバリ島攻略作戦に参加した。20日朝、バリ島沖海戦を戦った第8駆逐隊（朝潮、大潮、満潮、荒潮）と合流し、輸送船と共にマカッサルまで護衛した。3月1日、スラバヤ沖海戦に敗れた連合軍艦隊の脱出を阻止するため、子日、若葉、初霜、測量艦筑紫でバリ海峡を警戒した。米駆逐艦4隻が海峡に突入したが、損傷を与えられず逃走を許した。南方作戦と蘭印作戦が完了し、子日は内地に帰投した。4月20日、寺内三郎少佐が艦長に就任した。
5月3日と4日、第二十一駆逐隊は四国南方から九州東岸で対潜掃討を行った。

### 北方への転戦、沈没
5月20日、第一水雷戦隊の「阿武隈」、第六駆逐隊、第二十一駆逐隊は北方部隊に編入。第二十一駆逐隊は「阿武隈」などとともにAQ攻略部隊（AQはアッツ）としてAL作戦に参加した。
5月22日に「子日」、「若葉」は呉を出航し、5月24日に大湊に到着した。AQ攻略部隊は5月29日に川内湾を出撃。6月7日夜にアッツ島ホルツ湾外に到着し、8日には同島のチチャゴフを占領した。9日、「阿武隈」、「子日」、「初霜」はセミチ島の掃海及び基地調査を行った。10日にAQ攻略部隊の編制は解かれ、「子日」は単独で「富士山丸」の警戒に指定された。11日に「富士山丸」と合流、以降は同船の護衛に従事した。20日、第21駆逐隊はアッツ島周辺で水上機を展開する水上機部隊に編入された。
21日、子日はアッツ島で富士山丸から給油中、艦尾方向800mで潜水艦を発見、爆雷で攻撃し、撃沈確実と報告した。報告を受けた第五艦隊は潜水艦から機密文書を回収したいと考え、子日に現場に戻って沈没位置を特定するよう指示した。「子日」は7月3日まで調査にあたったが沈没潜水艦は発見されず、その後水上機部隊との合流のためアガッツ島マクドナルド湾へと向かった。
5日午後、視界2キロ以内の濃霧の中を速力9ノットで航海中、同島南端サバック岬（Cape Sabak）沖で米潜水艦トライトン が子日を雷撃した。12時50分に魚雷1本が右舷中央部に命中、艦体が前後に分かれて沈没した。。寺内艦長等は転覆した船体に登り「子ノ日万歳」を唱えた後、行方不明になったという。夏でも海水温が低い海域での遭難となり、乗員188名が戦死した。
6日、水上機部隊はキスカ島での作戦をいったん中止し、駆逐艦電を捜索に派遣。アガッツ島に上陸した生存者を発見、36名を救助した。子日が撃沈された5日、キスカ島でも米潜水艦グロウラーの攻撃で駆逐艦 霰が沈没、霞と不知火が航行不能になり、北方部隊は増援部隊の帰投を決めた。7月31日、子日は帝国駆逐艦籍から除籍された。

### エピソード
上述の内容と合致しない点はあるが、海防艦「国後」副長であった相良辰雄によれば、「国後」が北千島の前進根拠地に初めて入港したとき（具体的な場所や時期は書かれていない）、在泊中の「子日」が『貴艦はナニユエ本艦に敬礼サレザルヤ』と信号を送った。北村艦長が「ワレ国後ナリ」と返信を返すと、「国後」の艦長の方が階級が上のため「子日」艦長があわてて内火艇で謝りに来たという。

## 歴代艦長

### 艤装員長
1. 植田弘之介 中佐：1933年5月20日[47] - 1933年9月30日[48]

### 艦長
1. 植田弘之介 中佐：1933年9月30日[48] - 1935年11月9日[49]
2. 長井純隆 少佐：1935年11月9日[49] - 1936年11月2日[50]
3. （兼）丸安金兎 少佐：1936年11月2日[50] - 1936年12月1日[51]
4. 岡本次郎 少佐：1936年12月1日[51] - 1937年12月1日[52]
5. 新谷喜一 少佐：1937年12月1日[52] - 1939年10月10日[53]
6. 杉岡幸七 少佐：1939年10月10日[53] - 1940年7月10日[54]
7. 松本作次 少佐：1940年7月10日[54] - 1940年11月15日[17]
8. 千本木十三四 少佐：1940年11月15日[17] - 1942年4月20日[23]
9. 寺内三郎 少佐：1942年4月20日[23] - 7月5日戦死（任、海軍中佐）[55]